# Philippe Barca-Cysique
Pour les articles homonymes, voir Barca et Cysique.
Philippe Barca-Cysique est un joueur et un entraineur français de volley-ball né le 22 avril 1977 à Paris. Il mesure 1,94 m et joue réceptionneur-attaquant au VBC Waremme (Belgique). Il totalise 103 sélections en équipe de France. En tant qu'entraineur, il a participé à la meilleure saison du VBC Waremme (2018-2019).

## Clubs
| Club                   | Pays     | De        | À         |
| ---------------------- | -------- | --------- | --------- |
| Asnières Volley 92     | France   | 1999-2000 | 2000-2001 |
| AS Cannes              | France   | 2001-2002 | 2001-2002 |
| Nice VB                | France   | 2002-2003 | 2003-2004 |
| AS Cannes              | France   | 2004-2005 | 2005-2006 |
| Tourcoing LM           | France   | 2006-2007 | 2008-2009 |
| Galatasaray SK         | Turquie  | 2009-2010 | 2010-2011 |
| Paykan Téhéran         | Iran     | 2011-2012 | 2011-2012 |
| Al Rayyan SC           | Qatar    | 2012-2013 | 2014-2015 |
| Le Plessis Robinson VB | France   | 2015-2016 | 2015-2016 |
| VBC Waremme            | Belgique | 2016-2017 | 2017-2018 |

## Palmarès
- Championnat de France (1)
  - Vainqueur : 2005
  - Finaliste : 2009
- Coupe de France
  - Finaliste : 2007